# Claude Cahen
Claude Cahen (Parigi, 26 febbraio 1909 – Savigny-sur-Orge, 18 novembre 1991) è stato un arabista e storico francese.

## Biografia
Specializzato nella Storia dell'Islam, in particolare del Medioevo islamico, sul periodo delle Crociate e sulla storia della società islamica medievale, Cahen era nato in una famiglia ebraica d'Alsazia. Entrò all'École Normale Supérieure (rue d'Ulm), per proseguire i propri studi all'École Nationale des Langues Orientales.
Agrégé d'histoire nel 1932, dottore in Lettere nel 1940, fu professore all'Università di Strasburgo dal 1945 al 1959. Si trasferì infine alla Sorbonne, dividendosi nell'insegnamento, fra l'Università Paris I e la Paris III: Sorbonne Nouvelle. 
Nel 1967 fu visiting professor nell'Università di Ann Arbor (Michigan). Nel 1973 fu eletto nell'Académie des inscriptions et belles-lettres.

## Opere
Claude Cahen ha firmato, per la casa editrice nederlandese E. J. Brill, numerosi lemmi dell'Encyclopædia of Islam/Encyclopédie de l'Islam e per la rivista Arabica (che ha diretto assieme a Mohammed Arkoun). Arabica gli ha reso omaggio dedicandogli l'ampio numero n° 43. 
- La Syrie du Nord à l'époque des Croisades et la principauté d'Antioche, tesi di dottorato in Lettere, Université de Paris, (1940). ASIN : B001D5E1AQ ASIN : B0018H4LZO
- "L'histoire économique et sociale de l'Orient musulman médiéval", Studia Islamica, Paris (1955).
- "Mouvements populaires et autonomismes urbains dans l'Asie musulmane du Moyen Âge", Arabica, Leyde, E.J. Brill (1958-1959).
- "Points de vue sur la Révolution abbaside", Revue historique (1963).
- Turco-Byzantina et Oriens Christianus, Londra, Variorum Reprints (1974).
- Les Peuples musulmans dans l'histoire médiévale, Damasco, Institut français de Damas (1977). ASIN : B0000E8UM0
- Preottoman Turkey, Sidg. & J (1968). ISBN 028335254X ISBN 978-0283352546
- Introduction à l'histoire du monde musulman médiéval : VIIe-XVe siècle, Paris, Maisonneuve (nouv. éd, 1983) [1ed. italiana, Feltrinelli, "Storia Universale", Milano, 1969]. ISBN 2720010146 ISBN 978-2720010149
- Contribution à l'article «djaysh» (esercito) sull'Encyclopædia of Islam/Encyclopédie de l'Islam, nouv. éd, II, pp. 517-524, Leyde, E. J. Brill (1986).
- La Turquie pré-ottomane, traduzione francese di Pre-Ottoman Turkey, Istanbul, Institut français d'études anatoliennes, edizioni Varia Turcica (1988). ISBN 2906053066  (ISBN 978-2906053069
- Contributo al lemma hisba (polizia dei costumi e dei mercati), sull'Encyclopædia of Islam/Encyclopédie de l'Islam, nouv. éd, III, pp. 503-510, Leyde, E. J. Brill (1991).
- Orient et Occident au temps des croisades, Paris, Aubier Montaigne (24 settembre 1992). ISBN 2700720164 ISBN 978-2700720167
- L'Islam, des origines au début de l'Empire ottoman, Paris, Hachette Littérature (17 settembre 1997). ISBN 2012788521 ISBN 978-2012788527